# Plahovići (Zenica)
Pour les articles homonymes, voir Plahovići.
Plahovići (en cyrillique : Плаховићи) est un village de Bosnie-Herzégovine. Il est situé sur le territoire de la ville de Zenica, dans le canton de Zenica-Doboj et dans la fédération de Bosnie-et-Herzégovine. Selon les premiers résultats du recensement bosnien de 2013, il compte 366 habitants.

## Géographie
Le village est situé au bord de la Gračanička rijeka, un affluent de la Bosna.

## Démographie

### Évolution historique de la population dans la localité
| 1948 | 1953 | 1961 | 1971 | 1981 | 1991 | 2013 |
| ---- | ---- | ---- | ---- | ---- | ---- | ---- |
| -    | -    | 118  | 151  | 338  | 344  | 366  |

|  |